# زلزال جنوب فلسطين 31 ق.م.
زلزال جنوب فلسطين 31 ق.م. هو زلزال ضرب أرض مملكة يهوذا الهيرودية التي كانت قائمة في الأرض المقدسة آنذاك في عام 31 قبل الميلاد حسبما ذُكر في المصادر التاريخية.

## الروايات التاريخية

### في كتابات يوسيفوس فلافيوس
يُعدّ كتاب أثار اليهود الذي كتبه المؤرخ اليهودي يوسيفوس فلافيوس أحد أقدم المصادر التاريخية التي أشارت إلى زلزال عام 31 قبل الميلاد في جنوب فلسطين، حيث أرخ يوسيفوس لوقوع الزلزال بالتزامن مع معركة أكتيوم التي وقعت عام 31 قبل الميلاد بين قوات أوكتافيوس ومارك أنطوني، وكان هذا في العام السابع من حكم هيرودس الكبير الذي استمرّ حكمه للمملكة الهيرودية بدءًا من عام 37 قبل الميلاد وحتّى عام 4 قبل الميلاد. تسبب الزلزال، وفقًا لرواية يوسيفوس، في تدمير الماشية في مملكة يهوذا، كما قُدرت الخسائر البشرية التي نجمت عن الزلزال بما يقرب من 10000 شخصًا لقوا حتفهم بين حطام المنازل المنهارة. لم يتعرض جيش يهوذا لأي ضرر وفقًا لما رواه يوسيفوس، فقد كانوا متواجدين في ساحة القتال بالتزامن مع وقوع الزلزال. قدّم يوسيفوس في كتابه أيضًا رواية أخرى عن زلزال وقع بالتزامن مع الحرب اليهودية، والتي زعم فيها سقوط ما يقرب من 30.000 شخص ضحايا للزلزال.
لم يُحدد يوسيفوس في روايته أيّ المناطق تضررت أو دمرت بفعل الزلزال، ولكنه ذكر تدمير الزلزال للثروة الحيوانيّة في المملكة بينما لم يتعرض جيش المملكة للضرر نتيجة وجوده في ساحة الحرب بعيدًا عن منطقة تأثير الزلزال، لكنّه لم يُحدّد كذلك المواقع الدقيقة للجيشين المُتحاربين. كانت الماشية في مملكة يهوذا آنذاك تُربّى إمّا في الحقول المفتوحة أو في حظائر بدائيّة، ويمكن تفسير بقاء الجيش على قيد الحياة بأنّ مركز الزلزال كان بعيدًا عن ساحة الحرب. حاولت الدراسات الأثريّة معرفة منطقة تأثير الزلزال من خلال تتبع رواية انتصار هيرودس في معركة ديون وهزيمته في معركة قنوات. بعد هاتين المعركتين، تراجعت قوات يهوذا إما إلى جبال الجليل أو جبال السامرة. ومن هناك شنت قوات يهوذا حرب عصابات ناجحة ضد خصومها العرب. كانت منطقة قنوات تقع على بعد حوالي 100 كيلومتر (62 ميل) شرق طبريا، حيث يوجد موقعين مُحتملين لمعركة ديون. يقع أحد هذين الموقعين في منتصف الطريق بين قنوات وطبريا، بينما يقع الموقع الآخر في أراضي دولة الأردن الحديثة، على بعد حوالي 25 كم (16 ميل) شمال شرق مدينة بيلا الأردنية.
ربط يوسيفوس كذلك الزلزال بالغزو العربي للمنطقة من الشرق، وبحسب روايته فإن القوات العربية لم تتعرض للزلزال بشكل مباشر ولم تتكبد أي خسائر بشرية. ويشير هذا إلى أن الجيش العربي كان يبعد أيضًا بمسافة كبيرة بما يكفي عن مركز الزلزال بحيث لا يتأثر.